# روهر ایم کرمستال
روهر ایم کرمستال (به آلمانی: Rohr im Kremstal) یک منطقهٔ مسکونی در اتریش است که در ناحیه استیر لند واقع شده‌است. روهر ایم کرمستال ۱۳٫۶ کیلومتر مربع مساحت دارد ۳۴۶ متر بالاتر از سطح دریا واقع شده‌است.